# Jan Matsys

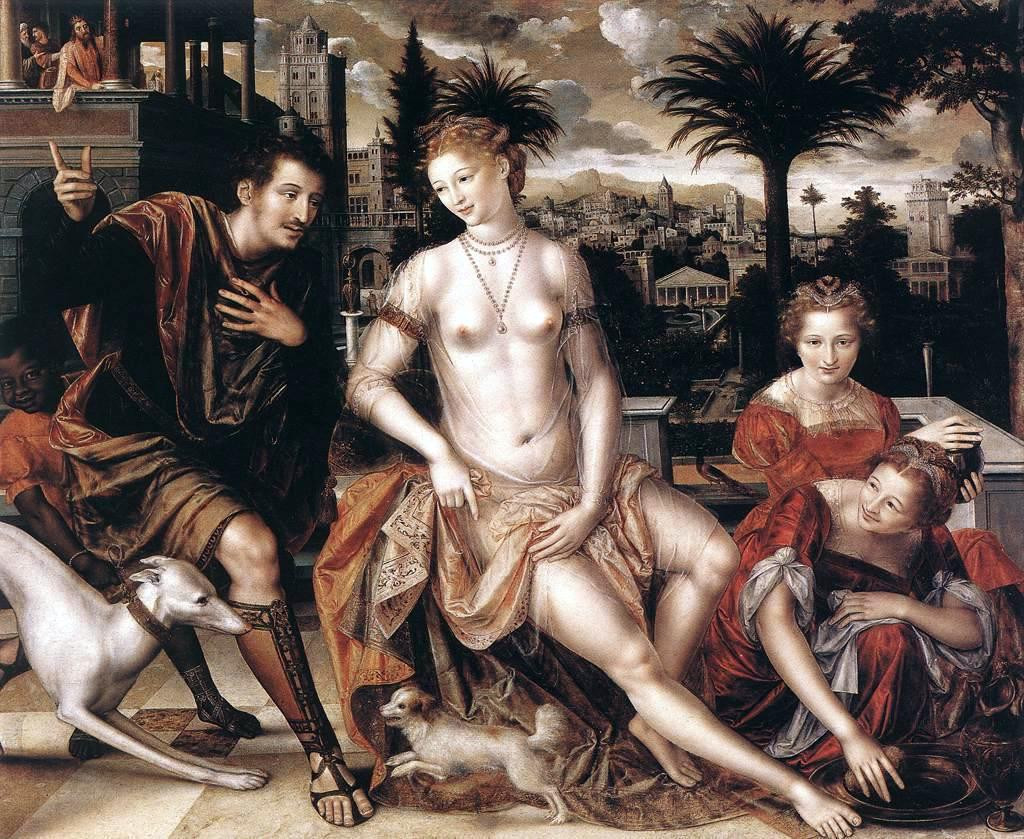
David and Bathsheba, 1562 Jan Masyss

Jan Matsys (ou Massys, Metsys, Matsijs) (Antuérpia, 1510 — Antuérpia, 8 de Outubro de 1575) foi um pintor flamengo, filho de Quentin Matsys (1466-1530).